# Gare de Montpon-Ménestérol
Gare de Montpon-Ménestérol vasútállomás Franciaországban, Montpon-Ménestérol településen.

## Vasútvonalak
Az állomást az alábbi vasútvonalak érintik:
- Coutras-Tulle-vasútvonal

## Kapcsolódó állomások
A vasútállomáshoz az alábbi állomások vannak a legközelebb:
- Gare de Coutras
- Gare de Mussidan
- Gare de Saint-Seurin-sur-l'Isle